# Lambert Horn

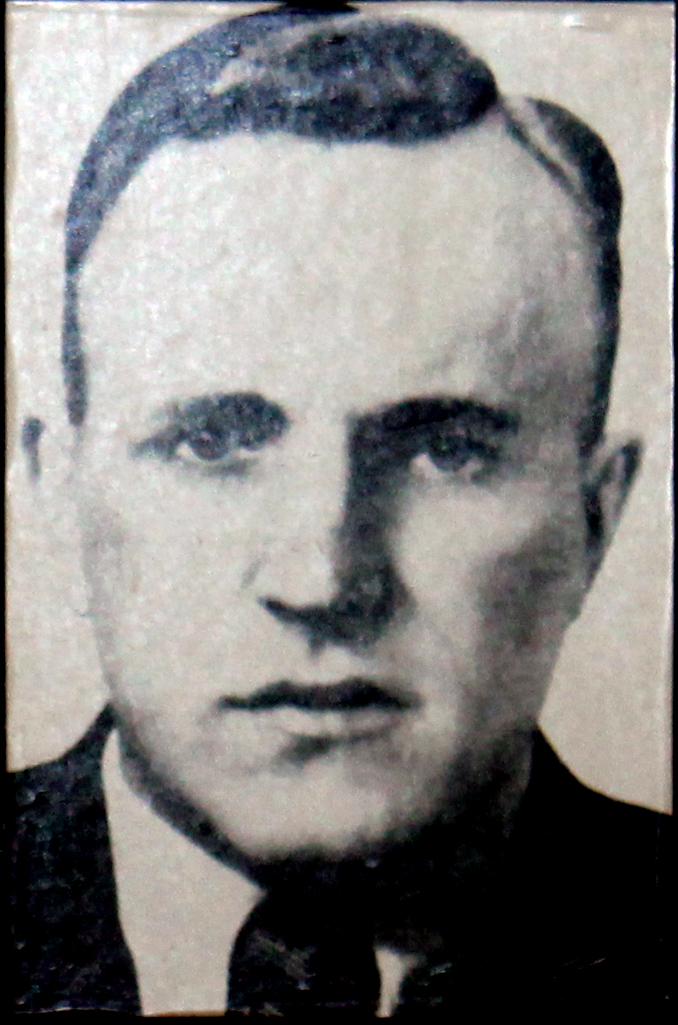
Lambert Horn

Lambert Horn (* 27. Dezember 1899 in Düsseldorf; † 2. Juni 1939 im KZ Sachsenhausen) war ein deutscher Politiker der KPD.

## Leben
Nach dem Besuch der Volksschule absolvierte Horn von 1913 bis 1915 eine Lehre zum Eisenbahnschlosser. Während des Ersten Weltkrieges gehörte Horn der Kaiserlichen Marine an, aus der er 1920 entlassen wurde.
Frühzeitig war Horn in der Gewerkschaftsbewegung aktiv. Zunächst war er Mitglied in der christlichen Gewerkschaft deutscher Eisenbahner, später wurde Horn Mitglied des Deutschen Eisenbahner-Verbands (DEV) bzw. des EdED. Ende 1920 schloss er sich der Kommunistischen Partei Deutschlands (KPD) an. In den 1920er Jahren bekleidete er in der KPD zahlreiche Funktionen. So war er ab Ende 1931 Organisationsleiter und ab Mai 1932 Politischer Leiter in der KPD-Bezirksleitung Niederrhein. Zudem übernahm Horn ab 1930 mehrere Funktionen für die Revolutionäre Gewerkschafts-Opposition auf regionaler Ebene am Niederrhein.
Von April 1932 bis Frühjahr 1933 war Horn für seine Partei Mitglied des Preußischen Landtages. Am 7. Februar 1933 nahm Horn an der KPD-Führungsversammlung im Sporthaus Ziegenhals teil. Bei den Reichstagswahlen vom März 1933 wurde Horn als Kandidat seiner Partei für den Wahlkreis 22 (Düsseldorf-Ost) in den Reichstag gewählt. Aufgrund der zu diesem Zeitpunkt bereits angelaufenen nationalsozialistischen Kommunistenverfolgung konnte er sein Mandat jedoch nicht mehr antreten. Am 30. März 1933 wurde Horn sein Mandat, wie alle anderen kommunistischen Reichstagsabgeordneten, per Gesetz aberkannt.

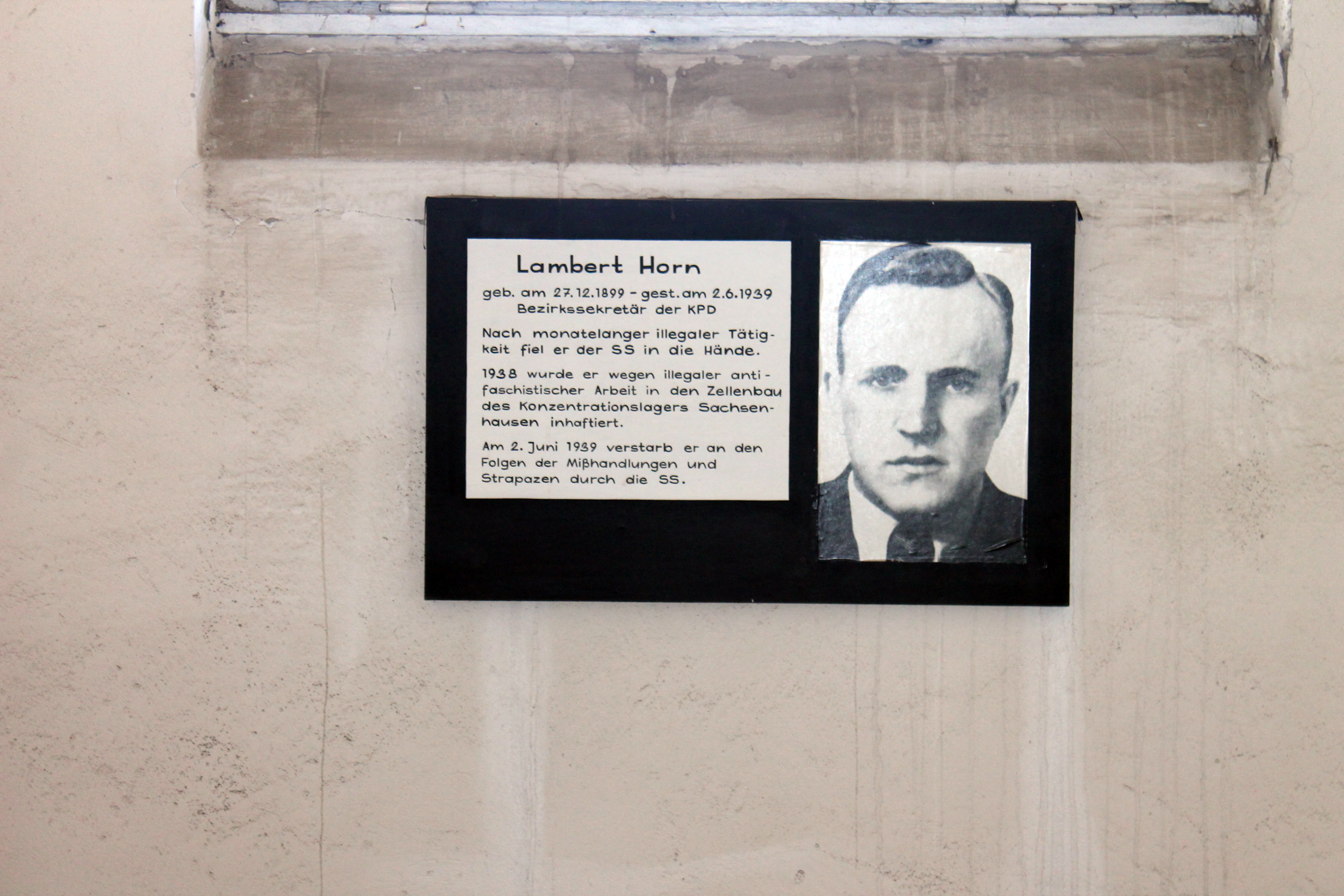
Im Gedenken an Lambert Horn, Aushang im Zellenbau des KZ-Sachsenhausens

Ab Mai 1933 war Horn Politischer Leiter der illegalen KPD-Bezirksleitung Berlin-Brandenburg-Lausitz-Grenzmark. Zusammen mit Wilhelm Florin und Oskar Müller war er zugleich in führender Position in der Inlandsleitung der illegalen KPD tätig und betätigte sich aktiv im antifaschistischen Widerstand. Am 22. November 1933 verhaftete die Gestapo Horn in Berlin. Rudolf Diels, der erste Chef der Gestapo, gab in seinen Memoiren an, dass Horn verhaftet werden konnte, nachdem man durch Albert Lange, den von der Königsberger Polizei im Herbst 1933 festgenommenen Agit-Prop-Leiter von Berlin-Brandenburg, auf seine Spur gebracht worden war. Horn wurde zunächst im Gestapo-Gefängnis in der Prinz-Albrecht-Straße und im KZ Columbia inhaftiert, ehe er am 11. Dezember 1933 in das Untersuchungsgefängnis Moabit überführt wurde. Während der Haftzeit soll Horn mehrfach misshandelt worden sein.
Am 29. November 1934 verurteilte der Volksgerichtshof Horn wegen „Vorbereitung zum Hochverrat und schwerer Urkundenfälschung“ zu drei Jahren Zuchthaus. Im Anschluss an die Strafhaft vom 19. Dezember 1934 bis 26./27. November 1936 im Zuchthaus Remscheid-Lüttringhausen wurde Horn im Polizeigefängnis Düsseldorf in „Schutzhaft“ genommen. Am 15. Dezember 1936 überführte ihn die Gestapo in das KZ Sachsenhausen. Im Jahr 1938 wurde er als Mitglied der illegalen Lagerleitung der KPD im Zellenbau isoliert. Ab Mai 1939 war Horn im Krankenrevier des Lagers mit Verdacht auf Leukämie. Horn wurde auch im KZ Sachsenhausen schwer misshandelt und starb in diesem Lager in der Nähe von Berlin.

## Ehrung

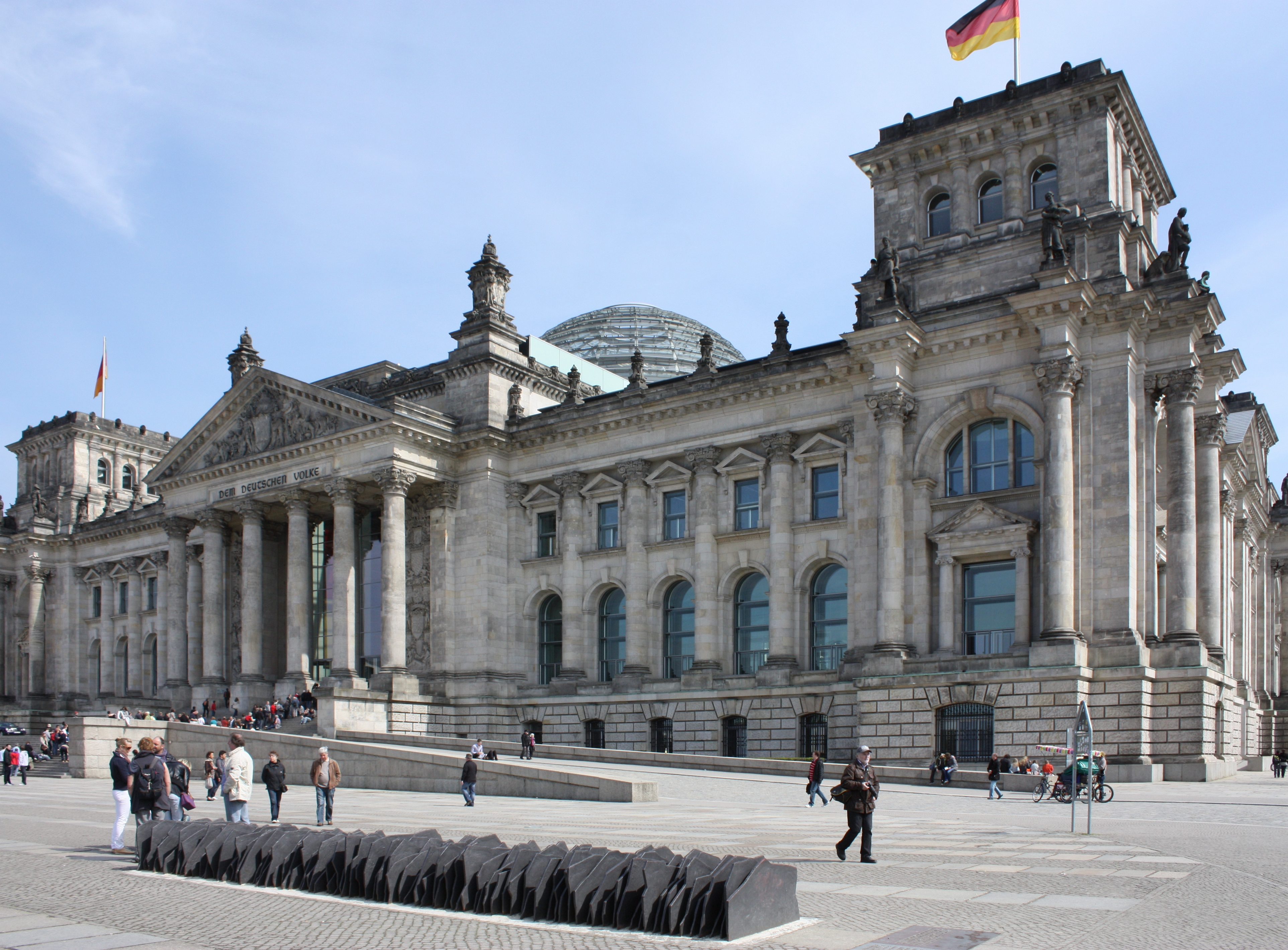
Gedenktafeln am Reichstag

- In der Deutschen Demokratischen Republik wurde ein Hubschrauberausbildungsgeschwader (HAG-35 in Brandenburg/Havel) der Nationalen Volksarmee nach Horn benannt.
- 1960 wurde in der DDR eine Serie Sonderbriefmarken mit Porträts von ermordeten Antifaschisten herausgegeben, darunter der 20-Pfennig-Wert mit Horns Konterfei.
- In der Gedenkstätte der Sozialisten erinnert eine Gedenkplatte an ihn.
- Seit 1992 erinnert in Berlin in der Nähe des Reichstags eine der 96 Gedenktafeln für von den Nationalsozialisten ermordete Reichstagsabgeordnete an Horn.